# Hjelle (Stryn)

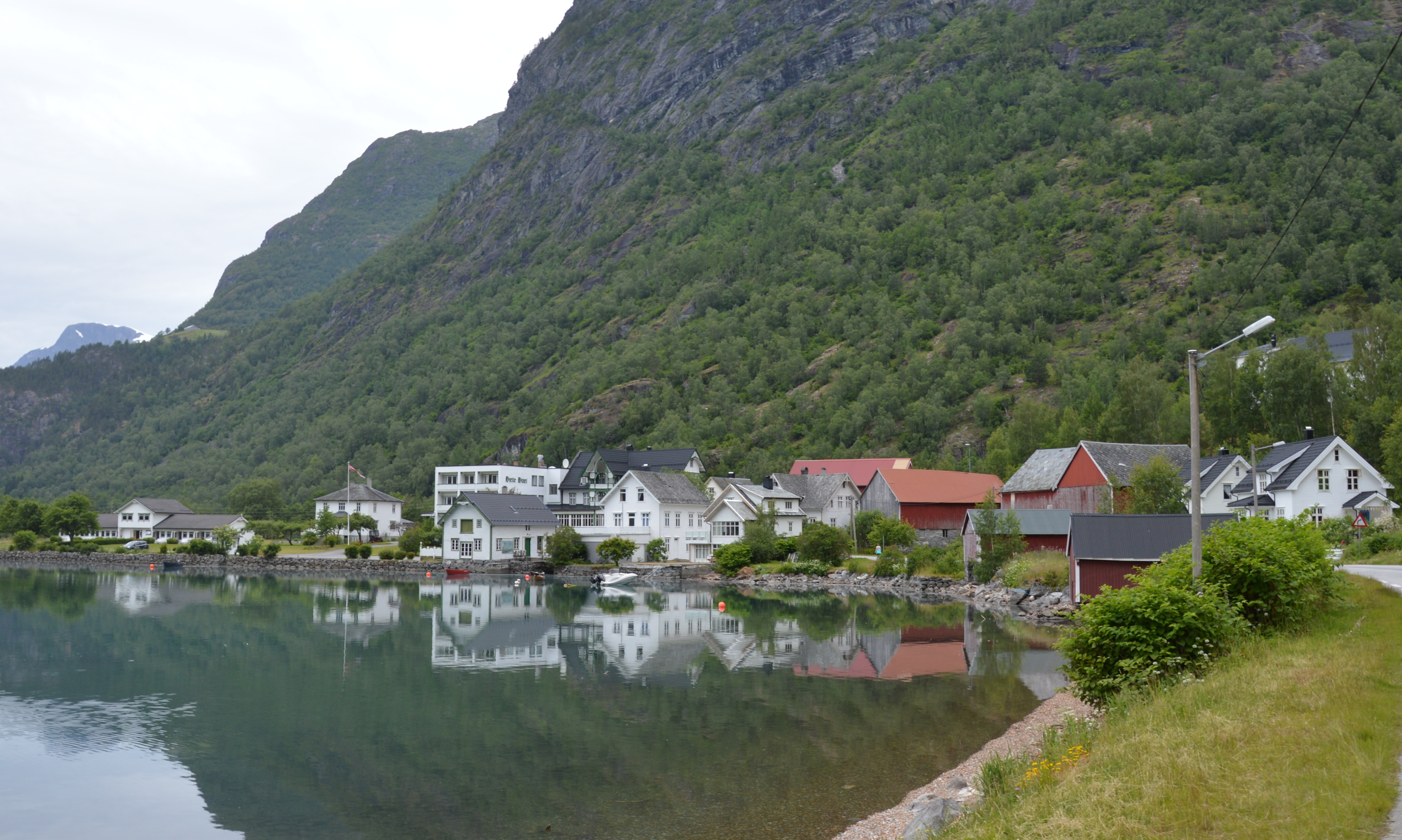
Blick auf Hjelle von Süden

Hjelle ist ein Dorf in der Kommune Stryn der norwegischen Provinz Vestland.
Es liegt am östlichen Ende des Sees Oppstrynsvatnet an der kleinen Bucht Hjellebukta. Von Osten her mündet hier aus dem Tal Hjelledalen der Gebirgsfluss Hjelledøla in den See. Nördlich des Orts erhebt sich der Berg Nakken, südlich der Hjellehyrna. Durch Hjelle führt der Fylkesvei 720. Östlich des Orts verläuft der Hjelletunnel, durch den der Riksvei 15 geführt wird. Etwa drei Kilometer westlich des Orts, auf der anderen Seeseite, liegt der Ort Oppstryn.
Im kleinen Ort befindet sich das 1896 gegründete Hjelle Hotel. Von Hjelle aus führt die bekannte Gebirgsstraße Gamle Strynefjellsvegen nach Osten.